# درسة صدئية
درسة صدئية (الاسم العلمي: Emberiza rustica) (بالإنجليزية: Rustic Bunting)‏، هو طائر ينتمي إلى عنبريات (فصيلة: Emberizidae).

## انظر أيضا

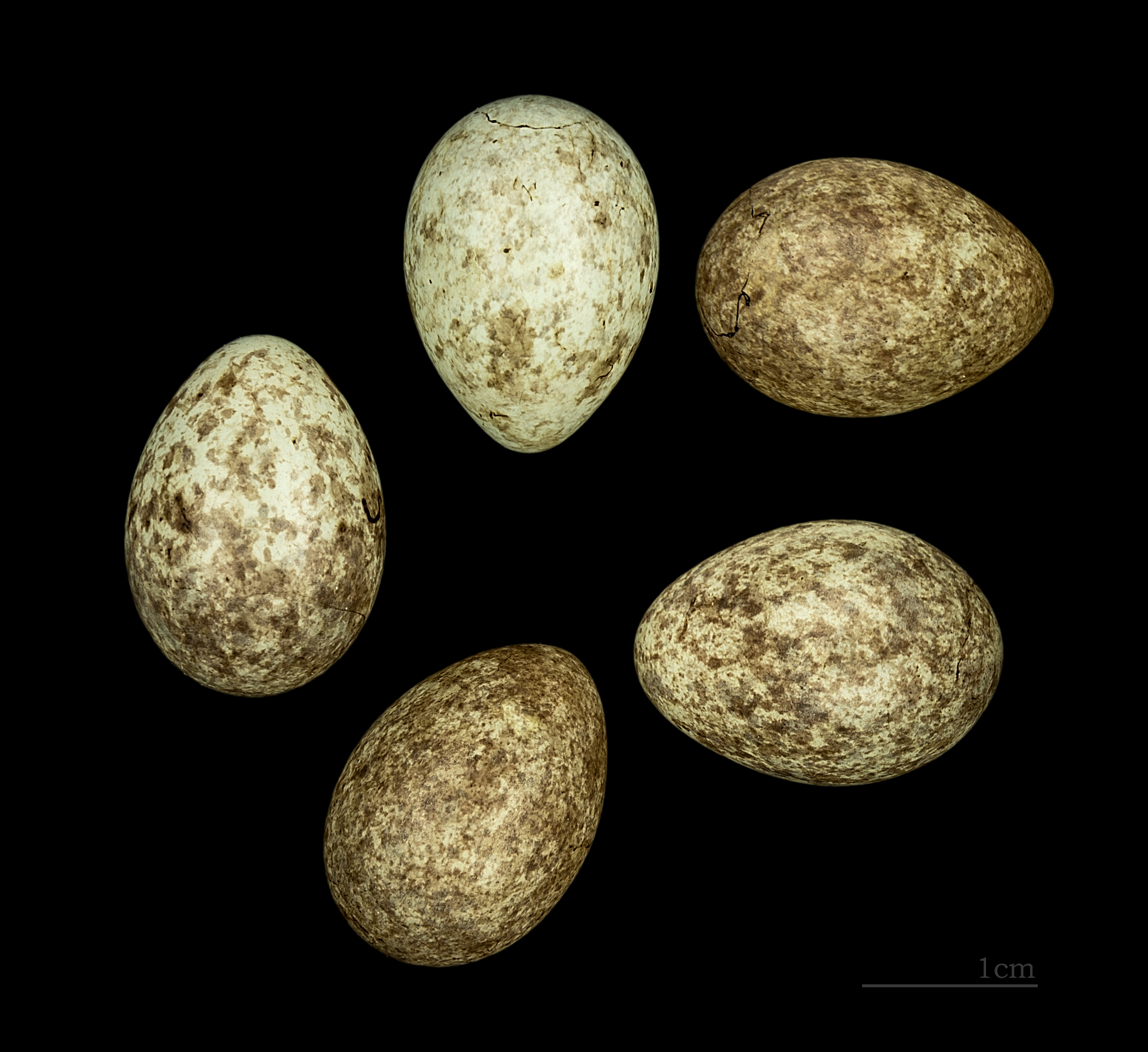
Emberiza rustica